# Batea (kommunhuvudort)
Batea är en kommunhuvudort i Spanien.   Den ligger i provinsen Província de Tarragona och regionen Katalonien, i den östra delen av landet, 300 km öster om huvudstaden Madrid. Batea ligger 365 meter över havet och antalet invånare är 2 086.
Terrängen runt Batea är platt åt nordost, men åt sydväst är den kuperad.Runt Batea är det ganska glesbefolkat, med 21 invånare per kvadratkilometer. Närmaste större samhälle är Gandesa, 11,6 km öster om Batea. Trakten runt Batea består till största delen av jordbruksmark.